# Kwa-Sprachen
Die Kwa-Sprachen sind eine Untergruppe des Süd-Volta-Kongo-Zweigs der Niger-Kongo-Sprachen.
Zusammen mit den Benue-Kongo-Sprachen bilden sie den Südzweig des Volta-Kongo. Die rund 75 Kwa-Sprachen werden von 21 Mio. Menschen in der Elfenbeinküste, Ghana, Togo, Benin und Südwest-Nigeria gesprochen. Nachbarn im Norden sind die Gur-Sprachen, im Osten die zentral-nigerianischen Sprachen, im Westen die Mande- und Kru-Sprachen. Alle benachbarten Sprachgruppen gehören also ebenfalls zum Niger-Kongo.

## Bedeutende Kwa-Sprachen
Die bedeutendsten Kwa-Sprachen sind:
- Akan (auch Twi-Fante): eine der wichtigsten Sprachen (oder Sprachgruppen) Ghanas mit 10 Mio. Sprechern
- Ewe: 4 Mio. Sprecher in  Südost-Ghana und Togo
- Baule: 2 Mio. Sprecher in der Elfenbeinküste
- Fon: 1,7 Mio. Sprecher, vor allem in Benin
- Ga-Dangme:  1,4 Mio. Sprecher in der Region Groß-Accra
- Anyin: 1 Mio. Sprecher in der Elfenbeinküste und Ghana

## Klassifikation
Der Name „Kwa“ wurde 1885 von Gottlob Krause eingeführt. Die Zusammenfassung der Kwa-Sprachen erfolgte zunächst nach typologischen Kriterien (Anwesenheit von Labiovelaren, Tonsprachen, Fehlen fast aller morphologischen Elemente wie Klassenaffixe und Derivationsmorpheme). Für Diedrich Westermann (1927) bildete das Kwa eine Untergruppe des Westsudanischen, für Joseph Greenberg (1963) einen Primärzweig des Niger-Kongo. Er teilte die Kwa-Sprachen in acht Untereinheiten und integrierte die zentralen Togo-Sprachen („Togo-Restsprachen“, heute Na-Togo und Ka-Togo) in die Kwa-Gruppe. Bennett und Sterk (1977) reduzierten Greenbergs Kwa, indem sie
- die wenig einheitlichen östlichen Kwa-Untergruppen als „West-Benue-Kongo“ zum Benue-Kongo hinzufügten,
- die Ijoiden Sprachen als unabhängigen Primärzweig des Niger-Kongo etablierten und
- das Kru als eine selbständige Einheit des Nord-Volta-Kongo auffassten.

Das verbleibende „neue“ Kwa deckt sich mit Greenbergs „West-Kwa“. Seine Position im Niger-Kongo ergibt sich aus dem folgenden Diagramm:
Position des Kwa innerhalb des Niger-Kongo
- Niger-Kongo
  - Volta-Kongo
    - Süd-Volta-Kongo
      - Kwa
      - Benue-Kongo

Dieser Ansatz wird heute mit kleinen Modifikationen allgemein akzeptiert. Die hier folgende interne Klassifikation des (neuen) Kwa folgt Williamson-Blench (in Heine-Nurse 2000), es sind sämtliche Kwa-Sprachen mit ihren Sprecherzahlen aufgeführt (Basis sind die unten angegebenen Weblinks).
Interne Klassifikation der Kwa-Sprachen
- Kwa
  - Ega: Ega (3 Tsd.)
  - Avikam-Alaidian: Avikam (20 Tsd.), Aladian (25 Tsd.)
  - Agneby: Abe (170 Tsd.), Adyukuru (100 Tsd.), Abidji (50 Tsd.)
  - Attie: Attie (400 Tsd.)
  - Potou-Tano
    - Potou: Ebrie (Tyama) (80 Tsd.), Mbato (25 Tsd.)
    - Tano (Volta-Komoe)
      - Krobu: Krobu (10 Tsd.)
      - Abure-Beti: Abure (55 Tsd.), Beti (3 Tsd.)
      - Akan-Bia
        - Akan: Akan (Twi-Fante) (8 Mio., mit Zweitsprecher 10 Mio.), Abron (750 Tsd.), Wasa (180 Tsd.), Basa
        - Bia: Baule (2 Mio.), Anyin (1 Mio.), Sehwi (200 Tsd.), Anufo (100 Tsd.); Nzema (350 Tsd.), Ahanta (100 Tsd.); Jwira-Pepesa

      - Guang
        - Nord: Gonya (250 Tsd.), Krache (60 Tsd.), Chumburung (40 Tsd.), Nkonya (20 Tsd.), Dwang (10 Tsd.), Foodo (15 Tsd.), Giklyode (10 Tsd.), Kplang (10 Tsd.), Nawuri (15 Tsd.), Anyanga (10 Tsd.), Nchumbulu, Dompo
        - Süd: Awutu-Efutu (100 Tsd.), Gua (Larteh-Cherepon-Anum-Boso) (150 Tsd.)

  - Ga-Dangme: Ga-Dangme (Dangme, Accra) (1,4 Mio.)
  - Na-Togo
    - Lelemi: Lelemi-Lefana (40 Tsd.), Siwu (20 Tsd.); Sekpele (15 Tsd.), Sele (Santrokofi) (10 Tsd.)
    - Logba: Logba (5 Tsd.)
    - Anii-Adele: Anii (10 Tsd.), Adele (20 Tsd.)

  - Ka-Togo
    - Avatime-Nyangbo: Avatime (15 Tsd.), Nyangbo (5 Tsd.), Tafi
    - Kposo-Bowiri: Akposo (100 Tsd.), Bowiri (10 Tsd.), Igo (Ahlo);
    - Kebu-Animere: Akebu (40 Tsd.), Animere

  - Gbe
    - Ewe: Ewe (3–4 Mio.)
    - Gen: Mina (Gen) (300 Tsd., mit Zweitsprechern 1 Mio.)
    - Aja: Aja (500 Tsd.), Gun (500 Tsd.), Ayizo (230 Tsd.), Tofin (65 Tsd.), Weme (60 Tsd.), Xwala (30 Tsd.), Toli, Seto
    - Fon: Fon (1,7 Mio.), Maxi (100 Tsd.)
    - Waci: Waci (500 Tsd.)
    - Sonstige: Xwela (65 Tsd.), Xweda (55 Tsd.), Ko (20 Tsd.), Aguna, Kpessi, Saxwe, Wudu, Ci

  - Esuma: Esuma †
  - Cenka: Cenka

## Sprachliche Charakteristik
Die Kwa-Sprachen haben unterschiedlich stark ausgeprägte Nominalklassensysteme; während das des Ega voll etabliert ist, haben andere Kwa-Sprachen reduzierte oder rudimentäre Systeme. Üblicherweise werden in der Morphologie Präfixe verwendet, es gibt einige Pluralsuffixe. Der Anlautkonsonant kann alternieren, was aber keine semantischen, sondern nur phonetische Gründe hat. Kausative, Reflexive („sich selbst lieben“) und Reziproke („sich gegenseitig lieben“) werden durch Verbalableitungen mittels Suffixen gebildet. Es gibt unabhängige Personalpronomen und abhängige Subjekt-, Objekt- und Possessivpronomina. Die 3. Person der Pronomina unterscheidet die Kategorien belebt und unbelebt. Die Satzstellung ist SVO, üblicherweise werden Postpositionen und keine Präpositionen verwendet. Die Nominalphrase hat keine einheitliche Struktur, häufig sind Genitiv + Nomen, Possessivum + Nomen, aber Nomen + Adjektiv, Nomen + Numerale und Nomen + Demonstrativum.
Beispiele zur Nominalphrasenbildung aus dem Akan (ohne Tonmarkierung):
- Ghana maŋ „das Land Ghanas“
- abofara no nhoma lit. „dem Kind sein Buch“, „das Buch des Kindes“ (hier mit dem Possessivum no)
- mmara foforo „ein neues Gesetz“ (mmara „Gesetz“, foforo „neu“)
- mmara ha „dieses Gesetz“

Etliche Kwa-Sprachen weisen eine serielle Verbalkonstruktion auf. Wenn eine ganze Reihe von Verben in derselben Tempus-Modus-Aspekt-Funktion hintereinander auftreten, die dasselbe Subjekt und Objekt haben, werden pronominales Subjekt und Objekt nur beim ersten Verbum markiert.
Fast alle Kwa-Sprachen sind Tonsprachen; meist gibt es zwei, manchmal drei Tonhöhen (z. B. im Akan und Ewe), in einigen Kwa-Sprachen sogar vier Basistöne. Die Tonstruktur wird durch sogenanntes key lowering zusätzlich kompliziert, das in einer Tonabstufung (downstep) oder einem Tonabgleiten (downglide) bestehen kann. In einigen Kwa-Sprachen gibt es Vokalharmonie; so bestimmt die Vokalharmonie im Akan (gespannte und ungespannte Vokalserien /i,e,a,o,u/ und /ɨ,ɛ,ɑ,o,ʋ/) die Vokalstruktur der Possessiv- und Subjektspronomina in Abhängigkeit von der Vokalfärbung des Stamms.